# Vampires Everywhere!
Vampires Everywhere! je americká metalová skupina z města Los Angeles nejlépe známá díky EP z roku 2010 Lost in the Shadows. Momentálně má kapela smlouvu s nahrávacími společnostmi Century Media a Hollywood Waste Records. Žánrově je skupina označována jako metalcore, melodic hardcore, post-hardcore a industrial metal.

## Historie

### 2009
Vampires Everywhere! byla založena v roce 2009 Michaelem Orlandem vystupujícím pod pseudonymem Michael Vampire. Název kapely je přebrán z filmu "The Lost Boys" z roku 1987. Vampires Everywhere! byl název komiksu s návodem na zabíjení upírů ve zmíněném filmu.

### 2010
9. února 2010 Vampires Everywhere! vydali své debutové EP Lost in the Shadows. První singl a hudební videoklip nazvaný “Immortal Love” byl vydán exkluzivně v síti PureVolume 18. září 2010. Spolu s režisérem Scottem Hansonem který dříve pracoval s kapelami jako A Day to Remember, Carnifex, A Skylit Drive a Alesana Vampires Everywhere! natočili videoklip pro svou píseň Immortal Love vysílaný na stanici MTV 2 (Headbangers Ball), Heavy Rotation a Fuse On Demand.
Kapela byla na turné Spojenými státy a Kanadou několikrát s kapelami jako Escape the Fate Brokencyde, Black Veil Brides, Eyes Set to Kill, Get Scared, Dr. Acula, Aiden, Alesana, Honor Bright, Our Last Night, Polkadot Cadaver a Modern Day Escape. Kapela sdílela koncertní pódia s kapelami X Japan a Murderdolls jako předkapela. Kapela hrála vystoupení na akci SXSW 2010 s D.R.U.G.S., VersaEmerge a Black Veil Brides v Austinu v Texasu.
Singl "Undead Heart" byl vydán 29. listopadu 2010.

### 2011
Debutové album Kiss the Sun Goodbye následovalo 17. května 2011 a bylo vydáno celosvětově přes společnost Hollywood Waste Records. Wil Francis (Aiden, William Control) byl hostujícím zpěvákem v písni Bleeding Rain. Luxusní verze obsahuje 3 bonusové skladby. Druhý hudební videoklip byl režírovaný Fredem Archambaultem, který pracoval s kapelami Avenged Sevenfold a Deftones. Fanoušci žánru Post-hardcore hlasovali za album záporně na serveru Sputnikmusic. Album se umístilo na 19. místě v žebříčku Billboard Top Hard Rock Albums a na místě 43. v žebříčku Top Independent Albums (Billboard).
Poté Alex Rouge a David Darko opustili kapelu pro založení své vlastní, s názvem The Automatic Me.
V srpnu roku 2011 Vampires Everywhere hráli na festivalu Sunset Strip Music Festival. Kapela zahrála cover verzi písně zpěvačky Katy Perry, Teenage Dream.
Na podzim 2011 kapela zahrála na turné "Something Wicked This Way Comes Tour" s Wednesday 13, Polkadot Cadaver & Nightmare Sonata.
V prosinci roku 2011 oznámili vydání nového alba někdy v příštím roce.

### 2012
Album s názvem "Hellbound and Heartless" bylo vydáno 19. června 2012, prezentující drastickou změnu z měkčí post-hardcore scream-vokálové hudby k tvrdšímu industriálnímu metalu s typickými zkreslenými vokály.
Kapela také oznámila že se bude účastnit celého Vans Warped Tour 2012.
25. dubna 2012 baskytarista z Vampires Everywhere!, Philip Kross, oznámil svůj odchod z kapely. Philip napsal na sociální síti Twitter dříve v ten den: "Všechny vás miluju.... Vězte že jsem vás neopustil a že stále jsem vaše rodina a těšte se na můj nový projekt! Přeji vampýrům štěstí❤"
Vampires Everywhere! si od té doby již našli náhradu za předchozího baskytaristu, role se chopil Adam Vex.

## Členové
Nyní
- Michael "Vampire" Orlando – vokály (od 2009)
- Aaron "Graves" Martin – sólová kytara (od 2009)
- DJ "Black" Blackard – rytmická kytara (od 2011)
- Adam Vex – baskytara (od 2012)
- J.J. Gun – bicí (od 2012)

Zakládající
- Alexander "Rogue" Hernandez – baskytara (2009–2011)
- Charles Philip "Kross" Anthony – baskytara (2011–2012); rytmická kytara (2010–2011)
- Zak "Night" Dunn – rytmická kytara (2009–2010)
- Jason "Jay Killa" Shaffer – klávesy (2009–2010)
- David "Darko" Hernandez – bicí (2009–2011)

## Diskografie

### Alba
| 2011                                 | Kiss the Sun Goodbye    | Hollywood Waste | 43 | 19 | 4 |
| 2012                                 | Hellbound and Heartless | Hollywood Waste | —  | —  | — |
| "—" znamená, že se album neumístilo. |                         |                 |    |    |   |

### Singly/EP
- 2010: Lost in the Shadows (Century Media)
- 2010: Undead Heart (Hollywood Waste, Digital only)
- 2012: Drug of Choice (Hollywood Waste, Digital only)
- 2012: I Can't Breathe (Hollywood Waste, Digital only)